# Okopi
Okopi (Окопи en ucraïnès) és una població a Ucraïna. El |poble és al districte de Borsxiv, a la província de Ternòpil, i té els seus orígens en una fortalesa polonesa construïda en el punt de trobada entre els rius Zbruch i Dnièster. El llogaret tenia 557 persones l'any 2005.
La fortalesa i la població veïna, van ser construïdes en 1692 per Stanislaw Jan Jablonowski, Gran Hetman de la Corona. El lloc va ser triat pel Rei Joan III Sobieski de Polònia, com una mesura per aturar un possible atac des de les fortaleses turques properes de Kamienec Podolsky, a uns 20 quilòmetres de distància, i Khotín, a 8 quilòmetres. La fortalesa va ser ampliada per Tylman de Gameren, un dels arquitectes polonesos més notables de l'època.
El lloc és una fortalesa natural: una petita franja de roques elevades uneixen els rius Zbruch i Dnièster. Tylman de Gameren va decidir construir una línia doble de fortificacions (un autèntic bastió) amb una porta que condueix cap a l'est (la Porta de Kamieniec) i una altra cap a l'oest (la Porta de Lviv).
Les altres adreces eren defensades per torres, murs i penya-segats naturals sobre les ribes del riu, amb murs que s'estenien al llarg de tots dos costats de l'istme en la vora d'un pendent pronunciat cap al riu.
La construcció de la fortalesa va començar sota el comandament del general d'artilleria i cavalleria Marcin Katski, i les obres es van acabar el mateix any. El poble proper també va ser fortificat. El 1693 Joan III Sobieski va fer construir una església votiva en el complex.
Israel ben Eliezer, més conegut com el Baal Xem Tov, un rabí i místic jueu, va ser el fundador del judaisme hassídic. Ben Eliezer va néixer a Okopi en 1698.
La fortalesa va ser abandonada en 1699, quan la resta de Podíl·lia va ser retornada a Polònia, i la fortalesa va perdre la seva importància estratègica com a contrapès davant Kamieniec Podolski. En 1769, la Confederació de Bar va defensar la fortalesa contra les forces armades de Rússia. La defensa va ser comandada pel futur heroi de la Revolució Americana, Kazimierz Pulaski.
Després de la Partició de Polònia de 1772, la població i les runes de la fortalesa es van convertir en el punt més oriental de la Galítsia austríaca. El poble proper va ser abandonat, i els habitants del poble es van refugiar després dels murs de la fortalesa. La majoria de les cases que es van construir, es van fer amb les pedres que s'havien usat anteriorment per construir els murs defensius.
Les parts romanents de la fortalesa (les dues portes, un dels fortins, les runes de l'Església de la Santíssima Trinitat, i part dels murs, van ser parcialment restaurades en 1905 pel comte Mieczyslaw Dunin-Borkowski.
Després de la guerra entre polonesos i bolxevics en 1920, el lloc va passar a formar part de Polònia, en concret del districte de Ternòpil, situat prop de la frontera polonesa amb l'antiga Unió Soviètica i amb el Regne de Romania. El batalló número 14 del Cos Defensiu de Fronteres hi estava estacionat.
Durant el període d'entreguerres, el llogaret era conegut pels seus cellers de vi, i pels seus horts de presseguers. La població va esdevenir un centre vacacional pels habitants de les ciutats properes de Ternòpil i Lviv.
Després de la Segona Guerra Mundial, el lloc va ser annexionat per la Unió Soviètica. El poble va canviar el seu nom "Okopi", i va ser convertit en un kolkhoz, la població aviat va quedar deshabitada, com a resultat de l'emigració forçada dels ciutadans polonesos cap a Sibèria. Les runes de l'antiga fortalesa encara es poden trobar en la part més occidental del poble.